# Bartolomeo Manfredi (mathématicien)
Cet article concerne le mathématicien. Pour le peintre, voir Bartolomeo Manfredi.
Pour les articles homonymes, voir Manfredi.
Bartolomeo Manfredi est un mathématicien et astronome italien, mort à Mantoue en 1478.

## Biographie
Bartolomeo Manfredi est le fils de Giovanni Manfredi, surnommé Giovanni dell'Orologio (« Jean de l'Horloge »), un fabricant de montres qui a un atelier dans le quartier de L'Aquila à Mantoue. 
Il fut l'élève de Vittorino da Feltre, de qui il apprit la géométrie et l'astronomie . Il s'initia à l'art de l'horlogerie dans l'atelier de son père. 
Vers 1470,  le marquis Ludovico III Gonzaga lui commanda une horloge pour la tour située Piazza de Mercadanti (aujourd'hui Piazza delle Erbe ) à Mantoue, construite par l'architecte de la cour Luca Fancelli. Son fils Giangiacomo collabora à cet ouvrage. L'horloge indiquait les heures ordinaires, identifiait des astrologues et des planètes, montrait le chemin du soleil à travers les signes du zodiaque et les phases de la lune.  Les travaux ont été terminés en 1473. L'année suivante, Bartolomeo Manfredi se voit confier par les Gonzaga le mandat de "Supérieur de l'horloge", mandat qui comportait aussi son entretien. 
Les horloges de Volta Mantovana , Goito, Quistello, Bozzolo et Canneto sull'Oglio sont également attribuées à Bartolomeo Manfredi.